# God, behoed de tsaar!
| Volksliederen van Rusland en de Sovjet-Unie | Volksliederen van Rusland en de Sovjet-Unie |
| ------------------------------------------- | ------------------------------------------- |
| (1791)                                      | Grom pobedy, razdavajsja!                   |
| 1815                                        | Gebed van de Russen                         |
| 1833                                        | God, behoed de tsaar!                       |
| 1917                                        | Arbeidersmarseillaise                       |
| 1918(±)                                     | De Internationale                           |
| 1944                                        | Volkslied van de Sovjet-Unie                |
| 1991                                        | Patriottenlied                              |
| 2000                                        | Volkslied van de Russische Federatie        |

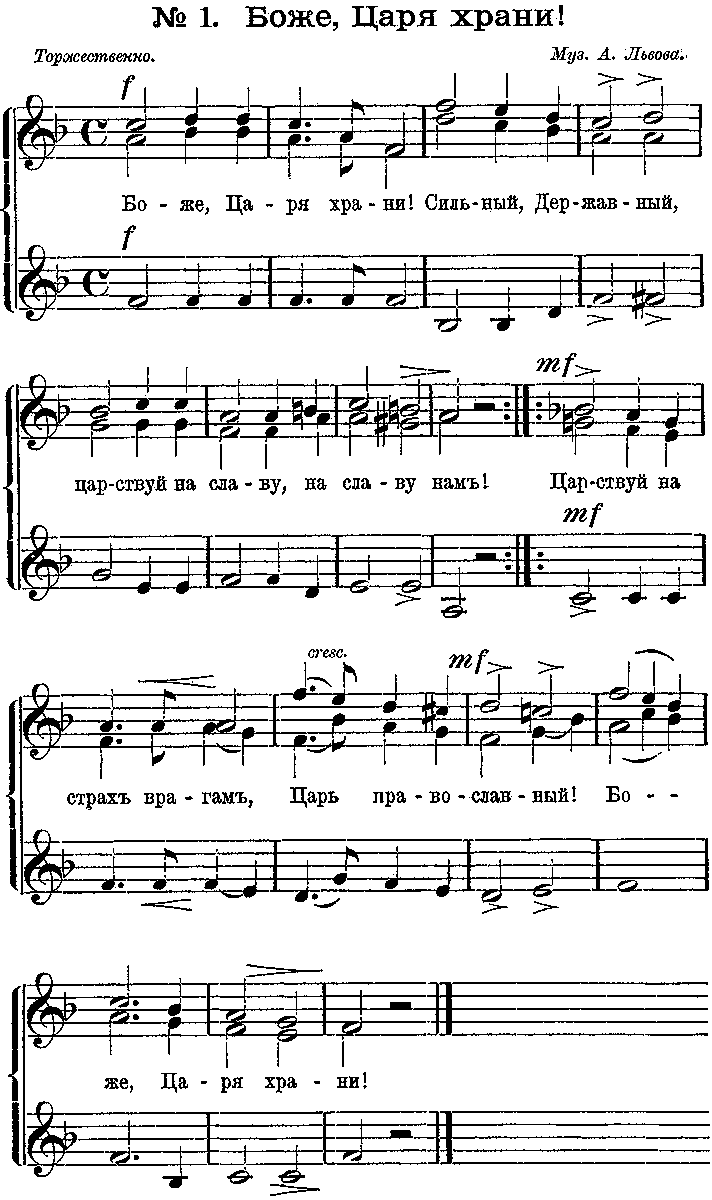
Bladmuziek van God, behoed de tsaar!

God, behoed de tsaar! (Russisch: Боже, Царя храни!; Bozje, Tsarja chrani!) was het nationale volkslied van het late Russische Rijk. Het lied werd verkozen door middel van een wedstrijd die werd gehouden in 1833. De componist was violist prins Aleksej Fjodorovitsj Lvov en de tekst werd geschreven door de romantische hofdichter Vasili Zjoekovski. Het bleef in gebruik tot 1917, toen de Russische Revoluties de tsaristische monarchie omverwierpen. Eerst werd daarop La Marseillaise aangenomen en vervolgens De Internationale als nationaal volkslied.
De melodie is door Pjotr Iljitsj Tsjaikovski gebruikt in zijn Slavische mars en - met een anachronisme - in de Ouverture 1812. Buiten Rusland is hij ook populair geworden: hij fungeerde bijvoorbeeld als melodie van Hail, Pennsylvania!, dat tot 1990 het volkslied van de Amerikaanse staat Pennsylvania was.

## Tekst
| Russisch                    | Transliteratie                | Nederlands                    |
| --------------------------- | ----------------------------- | ----------------------------- |
| Eerste couplet              |                               |                               |
| Боже, Царя храни!           | Bozhe, Tsarya khrani!         | O God, behoed de tsaar!       |
| Сильный, державный,         | Silnyǐ, derzhavnyǐ,           | Machtig en soeverein,         |
| Царствуй на славу,          | Tsarstvuǐ na slavu,           | Heers voor de glorie,         |
| На славу намъ!              | Na slavu nam!                 | Voor onze glorie!             |
| ( 2x :)                     |                               | ( 2x :)                       |
| Tweede couplet              |                               |                               |
| Царствуй на страхъ врагамъ, | Tsarstvuǐ na strakh' vragam', | Heers tot vrees der vijanden, |
| Царь православный,          | Tsar pravoslavnyǐ,            | O, Orthodoxe tsaar,           |
| Боже, Царя,                 | Bozhe, Tsarya,                | God, behoed de tsaar,         |
| Царя храни!                 | Tsarya khrani!                | Behoed de tsaar!              |
| (2× :)                      |                               | (2× :)                        |